# Релятивистская теория гравитации
Релятиви́стская тео́рия гравита́ции (РТГ) — биметрическая теория гравитации, развиваемая в рамках специальной теории относительности (в авторской интерпретации) и основанная на представлении гравитационного поля как симметричного тензорного физического поля валентности 2 в пространстве Минковского. Оно формирует метрику эффективного риманова пространства, которое только и чувствуют прочие поля и частицы. В последних версиях утверждается, что теория содержит массивные гравитоны. Разрабатывалась академиком РАН А. А. Логуновым с группой сотрудников.
Теория не широко известна и мало цитируется за пределами русскоязычной группы Логунова. Суждения группы Логунова по отношению к общей теории относительности подверглись существенной и разносторонней критике.

## Отличия от общей теории относительности
В ряде работ авторы теории утверждают, что РТГ имеет следующие отличия от общей теории относительности (ОТО):
- Гравитация есть не геометрическое поле, а реальное физическое силовое поле в духе Фарадея — Максвелла, описываемое тензором.
- Гравитационные явления следует рассматривать в рамках плоского пространства Минковского, в котором однозначно выполняются законы сохранения энергии-импульса и момента количества движения. Тогда движение тел в пространстве Минковского эквивалентно движению этих тел в эффективном римановом пространстве.
- В тензорных уравнениях для определения метрики следует учитывать массу гравитона, а также использовать калибровочные условия, связанные с метрикой пространства Минковского. Это не позволяет уничтожить гравитационное поле даже локально выбором какой-то подходящей системы отсчёта.
- Конусы причинности эффективного риманова пространства должны везде лежать внутри конусов причинности пространства Минковского (принцип причинности РТГ).

Как и в ОТО, в РТГ под веществом понимаются все формы материи (включая и электромагнитное поле), за исключением самого гравитационного поля. Однако плотность лагранжиана гравитационного поля {\displaystyle L_{g}} в ней зависит как от метрического тензора {\displaystyle \gamma ^{ik}}, так и от гравитационного поля {\displaystyle \varphi ^{ik}}, чем она и отличается от ОТО, в которой плотность лагранжиана зависит лишь от метрического тензора риманова пространства {\displaystyle g^{ik}}.
Следствия из теории РТГ, по утверждениям создателей, таковы: 
1. Вселенная — пространственно плоская, однородная, изотропная; в эффективной метрике Вселенная осциллирует; ускоренное расширение требует квинтэссенции;
2. во Вселенной (если понимать под ней лишь материю Вселенной, но не математические, то есть идеальные и абстрактные, объекты) сингулярностей не существует;
3. чёрных дыр как физических объектов, предсказываемых в ОТО, не существует — вместо них есть стабильные звезды с экстремальным красным смещением и радиусом чуть больше радиуса Шварцшильда, которые фактически не отличимы от кандидатов в чёрные дыры (см., однако, коллапсар).

Необходимость альтернативной ОТО теории, по мнению Логунова, обусловлена тем, что ОТО, как он считает, непригодна в качестве физической теории из-за отождествления гравитации с тензором риманова пространства, приведшего к несовместимости ОТО с фундаментальными законами сохранения:

Эйнштейн в ОТО отождествил гравитацию с метрическим тензором риманова пространства, но этот путь привёл к отказу от гравитационного поля как физического поля, а также к утрате фундаментальных законов сохранения. Именно поэтому от этого положения Эйнштейна нам необходимо полностью отказаться.
— Лекции по теории относительности и гравитации: Современный анализ проблемы (1987), с. 240

## Отзывы

### Положительные
Голландский физик Тео М. Ньюенхайзен и чешский физик В. Шпичка высказали мнение, что необходимо отказаться от ОТО и перейти на РТГ, поскольку последняя, с их точки зрения, имеет ряд преимуществ.
В свою очередь Томас Ортин, ссылаясь на статью Логунова «Релятивистская теория гравитации и принцип Маха», охарактеризовал «интересной» критику эйнштейновского принципа эквивалентности, предложенную в данной работе.

### Критика и возражения на неё
Выводы школы Логунова в отношении ОТО и точности её предсказаний, опубликованные в журналах «Теоретическая и математическая физика» и «Успехи физических наук» подверглись существенной и разносторонней критике в научных кругах. Ответная статья на критику ряда иностранных специалистов, в случае поднятого вопроса о точности предсказаний, была дана Лоскутовым.
Против самой РТГ были также представлены аргументы, сводящиеся к следующим положениям:
- РТГ есть биметрическая теория, в случае безмассового гравитона эквивалентная так называемой полевой трактовке ОТО как надстройке над ненаблюдаемым пространством Минковского: «В релятивистской теории гравитации… фигурируют в точности те же лагранжианы…, которые приводят к уравнениям гравитационного поля»[18], «математическое содержание РТГ сводится к математическому содержанию ОТО (в полевой формулировке)»[19]. Возражение: Данный аргумент, как полагает Логунов, не учитывает как топологических различий между обычной полевой моделью ОТО (где топология решения не фиксирована в силу локальности уравнений Эйнштейна) и моделью РТГ (где фактически постулируется простая топология пространства-времени Минковского), так и того, что все уравнения РТГ, в отличие от ОТО, неустранимым образом содержат метрический тензор пространства Минковского. Относительно уравнений полевой трактовки ОТО и РТГ, Логунов отмечает, что в лагранжиане гравитационного поля РТГ отсутствует член со вторыми производными и в целом характеризует несостоятельной позицию критиков, согласно которой всякое решение уравнений Гильберта — Эйнштейна удовлетворяет уравнениям РТГ[11][14][16].
- В случае массивного гравитона в РТГ применяется стандартная аргументация против теории с массивным гравитоном, основанная на линейном приближении: либо какое-то поле обладает отрицательной энергией, что приводит к нестабильности любой системы в такой теории, либо теория не даёт правильного ньютоновского предела при переходе к массе гравитона, равной 0, и, следовательно, бессмысленна (см. Гравитация с массивным гравитоном). В РТГ возникает первый случай — компонента гравитационного поля со спином 0 имеет отрицательную энергию. Возражение: В защиту РТГ Лоскутов попытался показать, что при учёте распространения гравитационного излучения в эффективном римановом пространстве гравитационное излучение системы тел становится положительно определённым[28]. В свою очередь Логунов с сотрудниками считают, что в РТГ отсутствуют «духовые» состояния (или отрицательная энергия) при соблюдении принципа причинности РТГ[29].

- Дополнительные уравнения РТГ в случае безмассового гравитона представляют собой всего лишь координатные условия: «Весь набор уравнений РТГ в терминах метрики искривленного пространства-времени можно свести к уравнениям Эйнштейна плюс гармоническое координатное условие, столь успешно использовавшееся Фоком»[19]. Возражение: Как полагает Логунов, дополнительные уравнения РТГ не имеют никакого отношения к координатным условиям в ОТО, поскольку данные уравнений в РТГ, в отличие от ОТО, являются универсальными и общековариантными. Решения Фока, в свою очередь, не удовлетворяют принципу причинности РТГ[11][14][16].
- Вышеприведённые следствия из РТГ в случае безмассового гравитона являются лишь следствием неточностей: несуществование чёрных дыр — следствием невозможности покрыть одной координатной картой, эквивалентной пространству-времени Минковского, пространство-время сколлапсировавшего в чёрную дыру объекта (упомянутое различие в топологии решений); космологических предсказаний — следствием принятых координатных условий. Более того, в случае безмассового гравитона вывод РТГ об изотропности вселенной оказывается недействительным, когда принцип причинности РТГ отвергает вывод теории, лишая его физического смысла[23].